# 파스칼 (마이크로아키텍처)
파스칼(Pascal)은 엔비디아가 개발한 GPU 마이크로아키텍처의 코드명이다. 맥스웰 아키텍처의 뒤를 잇는다. 이 아키텍처는 2016년 4월 5일 테슬라 P100(GP100)의 출시와 함께 2016년 4월 처음 선보였으며 지포스 GTX 1080, GTX 1070을 시작으로 하는 지포스 10 시리즈에 주로 사용된다. 이 그래픽 카드들은 각각 2016년 5월 17일, 2016년 6월 10일 공개되었다. 파스칼은 TSMC의 16나노미터 핀펫 공정을 사용하여 제조되었으며 나중에 삼성전자의 14나노미터 핀펫 공정을 사용하게 되었다.
2019년 3월 18일, 엔비디아는 2018년 4월까지 드라이버 내에서 GTX 1060 6 GB를 시작으로 하는 파스칼 기반 카드와 16 시리즈 카드부터 튜링 기반 RTX 시리즈에까지 DirectX 레이트레이싱을 지원할 것이라 발표하였다.

## 같이 보기
- 엔비디아 그래픽 처리 장치 목록
- 엔비디아 NVDEC
- 엔비디아 NVENC